# Данлі
Данлі (ісп. Danlí) — місто й муніципалітет у південній частині Гондурасу, на території департаменту Ель-Параїсо.

## Географія
Розташовано в центральній частині департаменту, за 92 км на південний схід від столиці країни, міста Тегусігальпа.
Абсолютна висота — 814 метрів над рівнем моря. Через досить велику висоту, клімат Данлі характеризується як доволі прохолодний, незважаючи на тропічне розташування міста.

## Населення
За даними 2013 року чисельність населення становить 62 597 осіб.
Динаміка чисельності населення міста за роками:
| 1974   | 1988   | 2001   | 2013   |
| ------ | ------ | ------ | ------ |
| 10 825 | 29 025 | 40 915 | 62 597 |